# Cephalodella doryphora
Cephalodella doryphora is een raderdiertjessoort uit de familie Notommatidae. De wetenschappelijke naam van deze soort is voor het eerst geldig gepubliceerd in 1934 door Myers.